# Схат, Петер
Петер Схат (нидерл. Peter Schat; 5 июня 1935, Утрехт — 3 февраля 2003, Амстердам) — нидерландский композитор.

## Биография
Учился в Утрехтской консерватории как пианист, затем занимался композицией в Гааге у Кеса ван Барена, в Лондоне у Матьяша Шейбера и в Базеле у Пьера Булеза. В 1957 г. стал первым лауреатом открывшегося в Нидерландах конкурса молодых композиторов «Gaudeamus».
В 1967 г. выступил одним из соучредителей Студии электроинструментальной музыки в Амстердаме. В 1974—1983 гг. преподавал композицию в Гаагской консерватории.
Скончался от рака.

## Произведения

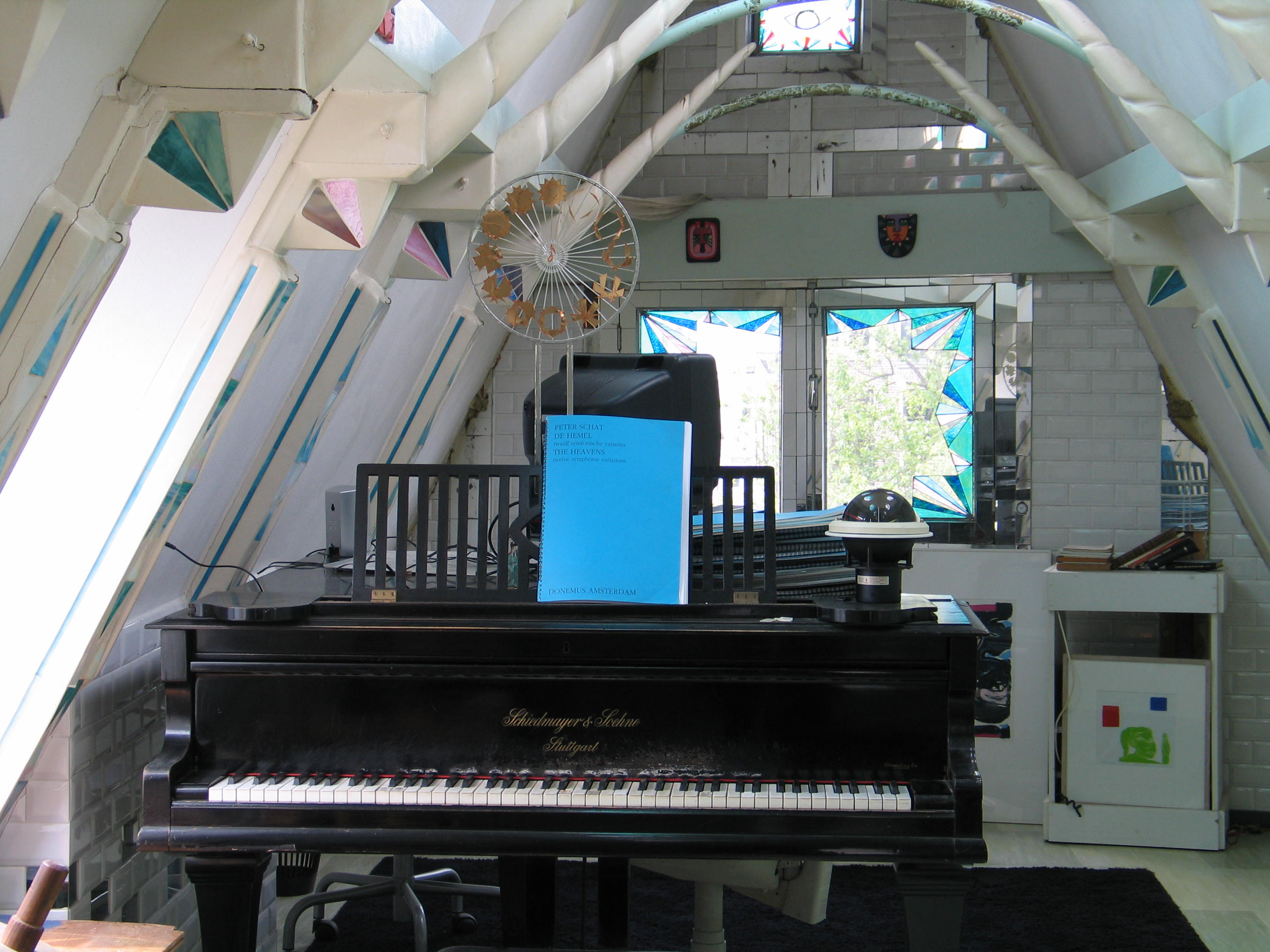
Studio Peter Schat

Среди основных произведений Схата — оперы «Лабиринт» (нидерл. Labyrint, на либретто Л.-П.Боона; Амстердам, Голландский фестиваль искусств, 1966), «Гудини» (нидерл. Houdini; Амстердам, 1977) и «Пир» (нидерл. Symposion, на либретто Г.Комрея, о «вынужденном самоубийстве» П.И.Чайковского; Амстердам, 1994), «Тема» (1970) для 19 духовых инструментов, 4 электрогитар и электрооргана, «Тебе» (англ. To You; 1972) для меццо-сопрано, четырёх фортепиано, ансамбля электромузыкальных инструментов и шести волчков. Значительная часть сочинений Схата — отклики на события современной ему политической жизни. Так, в пьесе «По восходящей» (англ. On Escalation, посвящена памяти Че Гевары, 1968) для шести ударников с оркестром согласно пояснениям автора «организованное восстание постепенно подрывает авторитарную власть дирижёра», «Всеобщая песнь» (исп. Canto General, на стихи П.Неруды; 1974) для меццо-сопрано, скрипки и фортепиано посвящена памяти Сальвадора Альенде, Полонез (1981) — восстанию рабочих на Гданьской верфи, симфонические вариации «Небеса» (нидерл. De Hemel; 1991) — реакция на подавление студенческих волнений на площади Тяньаньмэнь.